# Club de Fútbol Extremadura
El Club de Fútbol Extremadura fue un club de fútbol español de la ciudad de Almendralejo en Extremadura. Fundado en 1924, llegó a disputar dos temporadas en Primera División a finales de los años 1990 pero una cadena de problemas económicos condujo a su disolución en 2010.

## Historia
El Club de Fútbol Extremadura nació en 1924. Pese a que su fundación fue en dicho año el conjunto azulgrana no participó en categoría nacional hasta 1952, año en que debutó en Tercera División y en 1954 consiguió el ascenso a Segunda División donde se mantuvo hasta 1961. A partir de ese momento el Extremadura alternó entre la Regional Preferente de Extremadura, en la que estuvo 5 años, y la Tercera División, estuvo 35 años, hasta 1990.
Ese año fue el inicio del renacimiento del club y el relanzamiento del Extremadura. El conjunto almendralejense logró el ascenso a Segunda B. Allí solo permaneció 4 temporadas en la que llegó a promocionar en 2 ocasiones. La primera se vio truncada por la igualdad que hubo en el grupo, en el que el Lugo (que logró el ascenso) terminó con 8 puntos, Extremadura y Sant Andreu con 7 y Elche con 2, pero la alegría llegó dos años más tarde, cuando en 1994 Extremadura finalizó como líder de la competición regular. Quedó en el grupo D, junto a Langreo, Manlleu y Numancia y en el que la clave del ascenso fue la imbatibilidad durante toda la liguilla.
Nada menos que treinta y cuatro años le costó al equipo regresar a Segunda División. Su paso por la categoría de plata fue muy breve ya que en la temporada 94/95 no tuvo inconvenientes para mantener la categoría, pero la 95/96 fue una de las temporadas más gloriosas de su historia: terminó en la quinta posición por lo que tuvo que jugar la promoción (ya que el Real Madrid B no pudo por ser filial) contra el Albacete Balompié equipo a quién venció en los dos encuentros por 1-0 y logró así el ascenso a Primera División. A destacar el gol de Tirado de falta en el descuento de la segunda parte en el Carlos Belmonte que fue el que certificó el ascenso. El Extremadura se convirtió así en el segundo club extremeño, tras el Club Polideportivo Mérida, en jugar en la división de honor del fútbol español. 

### El Extremadura en Primera
Ya en primera división en la temporada 1996/97, y con Josu Ortuondo de entrenador, el Extremadura comenzó muy mal la temporada ya que perdió los primeros 7 encuentros que disputó, y tras los 19 primeros partidos solo pudo ganar uno (2-1 al Real Zaragoza). Pero después de una nefasta primera vuelta en la que tan solo pudo ganar 3 partidos, hizo una excelente segunda en la que incluso llegó a salir de los puestos de descenso. No obstante, no pudo eludirlo al quedar 19.º de 22 equipos con 44 puntos en 42 partidos. Se quedó a un solo punto de la promoción a la cual fue finalmente el Rayo Vallecano. Una de las claves de la buena segunda vuelta fueron los fichajes de los argentinos Walter Silvani, José Basualdo y Navarro Montoya.
En la temporada 97/98 y en segunda, el equipo que esta vez fue dirigido por Rafael Benítez consiguió regresar a primera tras una gran campaña en la que acabó segundo y consiguió el ascenso directo. Este se certificó en la penúltima jornada tras una victoria por 0-1 en el campo del Ourense combinada con una derrota de Las Palmas por 0-4 con el Logroñés. Una de las claves del ascenso fue el gran rendimiento del goleador Igor Gluščević, autor de 24 goles que le valieron el trofeo de Pichichi de Segunda.
En la temporada 98/99, y de nuevo en primera, el Extremadura tuvo otra vez muchos problemas para eludir el descenso. En la jornada 37 el equipo estaba en posición de salvación, pero en la última empató a dos con el Villarreal con lo cual acabó en zona de promoción donde perdió por 2-0 los dos encuentros ante el Rayo Vallecano. De esta manera el equipo volvía a descender a Segunda División.
Un año después del descenso, en la temporada 1999/00, y dirigidos de nuevo por Josu Ortuondo, el Extremadura estuvo a punto de conseguir el tercer ascenso a primera de su historia. Comenzó la liga ganando los primeros 5 partidos y durante muchas jornadas se mantuvo en posiciones de ascenso. Sin embargo, el equipo se desfondó en las últimas jornadas. En los últimos 5 encuentros solo pudo sumar un punto (un empate a 2 con el Badajoz en el Francisco de la Hera en la última jornada). El equipo finalizó la liga en 8.ª posición.

### La debacle
La temporada 2000/01 fue un año tranquilo donde el equipo deambuló por la mitad de la tabla y terminó finalmente en undécima posición.
La 01/02 fue una temporada para olvidar. El equipo no empezó del todo mal, pero con el paso de las jornadas la clasificación empeoró. Josu Ortuondo fue destituido por los malos resultados y le sustituyó Gregorio García "Gori." El Francisco de la Hera no fue el fortín de otras temporadas y fuera de casa el equipo tuvo muchos problemas (solo pudo ganar un partido: 1-2 en el campo del Xerez). El descenso matemático llegó en la penúltima jornada tras un empate a uno contra el Polideportivo Ejido. El equipo acabó penúltimo con 43 puntos en 42 partidos. A mitad de temporada el club realizó dos fichajes destacados: los delanteros Kiko y Pier Luigi Cherubino.
En la temporada 02/03, ya en segunda división B y dirigido por Francisco López Alfaro, el equipo extremeño no logró entrar en puestos de promoción de ascenso por muy poco; llegó a 63 puntos, uno menos que el cuarto clasificado.
En los años siguientes cada vez la clasificación empeoró, hasta que en la temporada 06/07 el equipo hizo una mediocre campaña y obtuvo 45 puntos en 38 partidos, y con sus jugadores sin cobrar durante seis meses. Finalizó en decimosexta posición, lo que le obligó a jugar 2 partidos de promoción contra el UD Pájara Playas. Perdió 3-0 en Fuerteventura y empató a 1-1 en el Francisco de la Hera, lo que le envió de vuelta a Tercera después de 17 años. Pero el calvario no terminó ahí ya que por impago de sueldos de hace 6 meses y deudas millonarias, el equipo fue sancionado con un descenso administrativo, además del descenso deportivo, lo que hizo que acabase en Regional Preferente de Extremadura.
En la temporada 2007/08 en la categoría regional el equipo estuvo al borde de la desaparición y a punto de descender a Primera Regional de Extremadura, pero el club se salvó de la zona de descenso tras ganar 1-2 al Burguillos con gol de Melli en el tiempo de añadido. Esta victoria le hizo alcanzar 32 puntos y empatado con el Llerenense (que se encontraba en puestos de descenso), al que superó en la clasificación por diferencia de goles.
En esa misma temporada se funda un nuevo equipo llamado Extremadura Unión Deportiva.
En la temporada 2009/10 descendió a Primera Regional de Extremadura, dimitió su presidente hasta entonces, Pedro Nieto, y el Ayuntamiento de Almendralejo, como máximo accionista, dio por finalizada su existencia.

### Historial reciente
| Temp.   | Liga (Nivel)        | Pos.         | Copa del Rey |
| ------- | ------------------- | ------------ | ------------ |
| 1994/95 | Segunda (II)        | 15.º         | 3.ª Ronda    |
| 1995/96 | Segunda (II)        | 5.º          | 2.ª Ronda    |
| 1996/97 | Primera (I)         | 19.º         | 1/8          |
| 1997/98 | Segunda (II)        | 2.º          | 1/8          |
| 1998/99 | Primera (I)         | 17.º         | 3.ª Ronda    |
| 1999/00 | Segunda (II)        | 8.º          | 1.ª Ronda    |
| 2000/01 | Segunda (II)        | 11.º         | 1/8          |
| 2001/02 | Segunda (II)        | 21.º         | 1/32         |
| 2002/03 | Segunda B (III)     | 5.º          | 1/32         |
| 2003/04 | Segunda B (III)     | 13.º         | Ronda previa |
| 2004/05 | Segunda B (III)     | 10.º         | No participó |
| 2005/06 | Segunda B (III)     | 11.º         | No participó |
| 2006/07 | Segunda B (III)     | 16.º[Nota 1] | No participó |
| 2007/08 | Reg. Preferente (V) | 17.º         | No participó |
| 2008/09 | Reg. Preferente (V) | 17.º         | No participó |
| 2009/10 | Reg. Preferente (V) | 20.º         | No participó |
1. ↑  Además del descenso deportivo fue sancionado con un descenso administrativo.

## Uniforme
- Uniforme titular: Camiseta azulgrana, pantalón azul y medias azules.
- Uniforme alternativo: Camiseta, pantalón y medias verde fosforito.

## Estadio
Estadio Francisco de la Hera, con capacidad para 11.580 personas. El 12 de octubre de 1951, y con Francisco de la Hera ya como presidente de la entidad, se jugó el partido inaugural contra el Real Betis Balompié, que ganó el equipo visitante por cuatro goles a dos.

### Estadios históricos
- Campo de Santa Aurora (1928- 1935)
- Campo de Santa Ana (1935- 1951)

## Datos y estadísticas del club

### Denominaciones
A continuación se listan las distintas denominaciones de las que ha dispuesto el club a lo largo de su historia:
- 1924 a 1941: Extremadura Foot-ball Club
- 1941 a 1996: Club de Fútbol Extremadura
- 1996 a 2010: Club de Fútbol Extremadura, S.A.D.

### Datos del Club
- Clasificación histórica 1.ª división : 51.º
- Temporadas en 1.ª:  2
  - Partidos: 80
  - Victorias: 20
  - Empates: 23
  - Derrotas: 37
  - Puntos: 83
  - Goles a favor: 62
  - Goles en contra: 117
  - Mejor puesto: 17.º: 1998-99
  - Peor puesto: 19.º: 1996-97
  - Mayor victoria como local: 
    - CF Extremadura - RCD Español (3-0) 1996/97
    - CF Extremadura - CD Logroñés (3-0) 1996/97

  - Mayor victoria como visitante: 
    - RC Celta de Vigo - CF Extremadura (0-1) 1996/97
    - Racing de Santander - CF Extremadura (2-3) 1996/97
    - Deportivo Alavés - CF Extremadura (0-1) 1998/99

  - Mayor goleada recibida como local: 
    - CF Extremadura - Real Madrid CF (1-5) 1998/99

  - Mayor goleada recibida como visitante
    - Real Madrid CF - CF Extremadura (5-0) 1996/97
    - Atlético de Madrid - CF Extremadura (5-0) 1998/99

  - Mejor racha sin perder: 5 partidos (jornada 24.ª a jornada 28.ª 1996/97) y (jornada 28.ª a jornada 32.ª 1998/99)
  - Peor racha sin ganar: 11 partidos (jornada 9.ª a jornada 19.ª 1996/97)
  - Mejor racha sin perder en casa: 8 partidos (jornada 21.ª, a jornada 34.ª 1996/97)
  - Mayor número de victorias en liga: 11 en la temporada 1996/97
  - Primer gol en Primera División: Marcado por Tirado (2-1) el 01-09-1996 en el 84' de penalti en el Hércules CF 2-1 CF Extremadura (1.ª jornada 1996/97)
  - Primera victoria en Primera División: CF Extremadura 2-1 Real Zaragoza (19-10-1996  → 8.ª jornada 1996/97)

- Temporadas en 2.ª:  13
  - Partidos: 466
  - Victorias: 180
  - Empates: 109
  - Derrotas: 177
  - Puntos: 551
  - Goles a favor: 607
  - Goles en contra: 666
  - Mejor puesto: 2.º: 1997-98
  - Peor puesto: 21.º: 2001-02
  - Mayor número de victorias en liga: 23 en la temporada 1997-98
  - Mayor número de derrotas en liga: 19 en la temporada 2001-02
  - Menor cantidad de goles encajados: 33 en la temporada 1995-96
  - Mayor cantidad de goles encajados: 71 en la temporada 1956-57
  - Mayor número puntos en liga: 79 (1997-98)
  - Equipo más goleador de la liga: 61 goles en la temporada 1956-57
  - Gol 666 (Último): Asensio: Gimnàstic de Tarragona - Extremadura (3-1) 2001-02

- Temporadas en 2ªB: 9
  - Partidos: 340
  - Victorias: 130
  - Empates: 101
  - Derrotas: 109
  - Puntos: 431
  - Goles a favor: 450
  - Goles en contra: 381
  - Mejor puesto: 1.º: 1993-94
  - Peor puesto: 16.º: 2006-07
  - Mayor número de victorias en liga: 20 en la temporada 1993-94
  - Mayor número de derrotas en liga: 17 en la temporada 2006-07
  - Menor cantidad de goles encajados: 31 en la temporada 1991-92
  - Mayor cantidad de goles encajados: 71 en la temporada 1956-57
  - Mayor número puntos en liga aplicando 3 puntos por victoria: 72 (1993-94)
  - Equipo más goleador de la liga: 69 goles en la temporada 1993-94
  - Último gol anotado: Cobos: Baza - Extremadura (2-2)

- Temporadas en 3.ª:  26
  - Partidos: 922
  - Victorias: 455
  - Empates: 200
  - Derrotas: 267
  - Puntos: 1110
  - Goles a favor: 1704
  - Goles en contra: 1010

- Temporadas en Copa del Rey:  28

### Resumen estadístico
Nota: En negrita competiciones activas.
| Competición                  | P.J. | P.G. | P.E. | P.P. | G.F. | G.C. | Mejor resultado |
| ---------------------------- | ---- | ---- | ---- | ---- | ---- | ---- | --------------- |
|                              |      |      |      |      |      |      |                 |
| Primera división             | 80   | 20   | 23   | 37   | 62   | 117  | 17.º puesto     |
| Segunda división             | 466  | 180  | 109  | 177  | 612  | 668  | Subcampeón      |
| Segunda división B           | 340  | 131  | 100  | 109  | 451  | 381  | Campeón         |
| Tercera división             | 922  | 455  | 201  | 266  | 1705 | 1009 | Campeón         |
| Campeonato de España de Copa | 34   | 12   | 7    | 15   | 48   | 45   | Octavo          |
| Total                        | 1842 | 798  | 440  | 604  | 2878 | 2220 | 4 Títulos       |

## Palmarés

### Torneos nacionales
- Segunda División B (1): 1993/94
- Tercera División (3): 1953/54, 1965/66, 1989/90.

| Títulos oficiales | Nacionales | Nacionales | Nacionales | Nacionales | Nacionales | Nacionales                              | Nacionales | Nacionales | Nacionales | Europeos | Europeos | Europeos | Europeos | Europeos | Europeos | Mundiales | Mundiales | Total |
| Títulos oficiales |            |            |            |            |            | Copa Real Federación Española de Fútbol |            |            |            |          |          |          |          |          |          |           |           | Total |
| ----------------- | ---------- | ---------- | ---------- | ---------- | ---------- | --------------------------------------- | ---------- | ---------- | ---------- | -------- | -------- | -------- | -------- | -------- | -------- | --------- | --------- | ----- |
| C.F. Extremadura  | -          | -          | 1          | 3          | -          | -                                       | -          | -          | -          | -        | -        | -        | -        | -        | -        | -         | -         | 4     |

### Trofeos amistosos
- Trofeo Almendralejo Ciudad de la Cordialidad (13): 1977, 1982, 1983, 1989, 1990, 1991, 1998, 2000, 2002, 2002, 2003, 2004, 2005
- Trofeo Ciudad de Mérida (3): 1972, 1986, 1989
- Trofeo Feria de Toledo (1): 1996

## Jugadores

### Más partidos en 1.ª división
| Posición | Nombre     | Partidos |
| -------- | ---------- | -------- |
| 1.º      | Montiel    | 78       |
| 2.º      | Pedro José | 68       |
|          | Duré       | 68       |

### Máximos goleadores en 1.ª división
| Posición | Nombre            | Goles |
| -------- | ----------------- | ----- |
| 1.º      | Duré              | 14    |
| 2°       | Silvani           | 7     |
| 3.º      | Antonio Velamazán | 6     |

## Entrenadores

### Entrenadores con más partidos en 1.ª división
| Posición | Nombre        | PJ | PG | PE | PE | GF | GC | DG  |
| -------- | ------------- | -- | -- | -- | -- | -- | -- | --- |
| 1°       | Josu Ortuondo | 42 | 11 | 11 | 20 | 35 | 64 | -29 |
| 2°       | Rafa Benítez  | 38 | 9  | 12 | 17 | 27 | 53 | -26 |

### Cronología de los entrenadores
- Pove Ortuondo (1991/94).
- Josu Ortuondo (1995/97).
- Rafa Benítez (1997/99).
- Josu Ortuondo (1999/02).
- Gregorio García Giménez "Gori" (2001/02).
- Francisco Javier López Alfaro (2002/03).
- Francisco Javier Diosdado García "Cisqui" (2003/05).
- José Bizcocho García (2004/05).
- Josu Ortuondo (2005/07).
- Ángel Luis Alcázar Gutiérrez (2007/08).